# Platyaphis fagi
Platyaphis fagi är en insektsart. Platyaphis fagi ingår i släktet Platyaphis och familjen långrörsbladlöss. Inga underarter finns listade i Catalogue of Life.